# Bates Bobcats football 1889
La stagione 1889 dei Bates Bobcats football rappresenta la seconda stagione di college football per il Bates College.  L'unica gara approntata fu la sconfitta patita a Brunswick (Maine) contro i Bowdoin con il punteggio di 62-0 Non si conosce, se ve ne è stato uno, il nome dell'allenatore.

## Schedule
| 9 novembre 1889      | at Bowdoin* | Brunswick | L 0-62 |
| *Gare non-conference |             |           |        |